# 臺中市北區賴厝國民小學
臺中市北區賴厝國民小學，簡稱賴厝國小，是一所位於臺中市北區的國民小學。

## 校史
- 1995年7月8日，臺中市政府核定由立人國小校長陸玉蘭兼任臺中市文小29籌備主任，辦理設校事宜。
- 1996年8月1日，立人國小新任校長張金龍，繼續辦理文小29興建工程。
- 1997年6月29日，賴厝國小校舍工程（第一期工程）動工。最初建議的校名有漢口、敦化、至善、大業、大公、漢川、大道、賴厝，最後由時任臺中市市長林柏榕核定取當地舊名（賴厝廍）的「賴厝」為校名，11月1日核定校名為「臺中市北區賴厝國民小學」。
- 1998年9月22日，第二期工程變更設計，並追加通廊工程。
- 1999年8月30日正式招生，招收1～5年級，共34班。
- 2003年1月3日，賴厝國小校舍與學生活動中心完工，正式啟用。
- 2006年8月30日，新增設資源班1班，班級數調整為普通班82班。
- 2021年，電力系統升級。

## 歷任校長
1. 林俊彥：1998年8月1日－2010年7月31日
2. 張永雄：2010年8月1日－2014年7月31日
3. 過修齊：2014年8月1日－2020年7月31日
4. 賴振權：2020年8月1日－2024年7月31日
5. 趙祝凌：2024年8月1日－現任

## 校園環境
- 校園採城堡主題設計，整體建築構想是將校門、中庭、走廊及迴廊統整為一體。學校內三棟主要建築，經由學生投票命名為「夢幻城堡」、「天使城堡」與「彩虹城堡」。

## 學區資訊
- 賴福里
- 梅川里
- 賴厝里
- 賴明里
- 賴興里：第5－22鄰
- 頂厝里：第4、7、11－16鄰
- 平德里：第9－12鄰及第16鄰天津路以南

## 外部連結
- 臺中市北區賴厝國民小學 （页面存档备份，存于）